# Die Toten Hosen
A Die Toten Hosen máig több mint tíz millió eladott lemezzel Németország egyik leghíresebb és legsikeresebb punkrock-együttese. A tote Hose kifejezés jelentése - amely szó szerint döglött nadrágot jelent - a német köznyelvben: "unalmas", "nem történik semmi". Állítólag azért nevezték így magukat, hogy a koncertlátogatók ne panaszkodhassanak és ne követelhessék vissza pénzüket, ha a koncerten nem történik semmi és unalomba fullad.

## A kezdetek: 1982–1987
A hattagú együttes 1982-ben alakult Düsseldorfban Club der Toten Hosen néven az akkori ZK nevű együttesből. Nem sokkal később a rövidebb Die Toten Hosenre módosították nevüket.
Első kislemezük, a Wir sind bereit 5000 példányban jelent meg 1982-ben. Az együttes gitárosa, Walter November egy évvel később elhagyta a zenekart.
A zenekar az Opel-Gang című lemezen található Eisgekühlter Bommerlunder című számmal hívta fel magára először a közönség és a kritikusok figyelmét.
1985-ben a dobos, Trini Trimpop is elhagyta a zenekart, miután nem tudott elegendő időt Düsseldorfban tölteni. Átmenetileg Jakob Keusen vette át a szerepét, ám 1986 januárjában egyik szomszédja vita közben halálosan megsebesítette őt egy késsel. Utóda Wölli lett.
1987-ben már az eladási számokban is kezdett megmutatkozni a zenekar sikere: ebben az évben jelent meg a Never Mind the Hosen – Here’s Die Roten Rosen című, angol nyelvű feldolgozásokat tartalmazó stúdióalbum, valamint a Bis zum bitteren Ende című koncertlemez.

## Az áttörés: 1988–1994
1988-ban hozták ki az Ein kleines bisschen Horrorschau című koncepció-albumot, amely az Anthony Burgess által írt és Stanley Kubrick által filmre vitt Mechanikus narancs (A Clockwork Orange) című műre épül. Az albumon olyan slágerek jelentek meg (Hier kommt Alex, Mehr davon), melyek mind a mai napig a koncertek elmaradhatatlan részét képezik. A Die Toten Hosen tagjai statisztaként a Bonnban bemutatott színdarabban is szerepet vállaltak.
Az együttes a kilencvenes években zeneileg egyszerű, elsősorban politikai töltetű szövegeivel egyre nagyobb rajongótáborra tett szert. 1990-től kezdve olyan együttesek előzenekaraként léptek fel, mint az AC/DC, a U2 vagy a The Rolling Stones.
1993-ban jelent meg Kauf MICH! című albumuk, amely elsősorban a fogyasztás, a reklám és a szélsőjobboldaliság témájával foglalkozott, és amelynek első Toten Hosen-lemezként sikerült felkerülnie a német slágerlisták élére.
Ugyanebben az évben jött ki első válogatáslemezük Reich & Sexy címen, amelyen az együttes tagjai meztelenül, nyolc, szintén meztelen hölgy társaságában láthatók – a lemezborító a The Jimi Hendrix Experience Electric Ladyland című albumának borítóját idézi.

## A csúcson: 1996–2000
Az együttes legsikeresebb száma az Opium fürs Volk (1996) című lemezen található Zehn kleine Jägermeister – az egyetlen olyan Toten Hosen-dal, amely vezette a német slágerlistákat. Az album egyébként zömében a hit, a vallás és a pszichológia kérdéskörét boncolgatja.
Többek véleménye szerint (maga a zenekar is így nyilatkozik), ez a zenekar legsikerültebb albuma. És valóban, szövegét tekintve, a "Der Froschkönig" vagy a "Lügen" c. számok mély lélektani vetületei az emberi kapcsolatok problémakörének. Ugyanakkor tempóját nézve, a "Bonnie & Clyde" igazi Hosen-klasszikussá vált.
Ugyanebben az évben a zenekar Iggy Poppal közösen fellépett a The Ramones együttes utolsó, Buenos Airesben megrendezett koncertjén.
1996-ra datálódik a második koncertlemez is, melynek címe Im Auftrag des Herrn.
1982 és 1997 között ezer koncertet adott az együttes, amit 1997. június 28-án nagyszabású bulival ünnepelt meg Düsseldorfban. A Rheinstadionban megrendezett koncert azonban sajnos más okból is emlékezetes maradt az együttes számára: egy tizenhat éves holland lány, Rieke Lax még a helyszínen belehalt sérüléseibe, miután a tömeg nagy erővel nekinyomta őt és az első sorban tartózkodó rajongókat a színpad előtt felállított kordonnak. A Die Toten Hosen azonnal félbehagyta a koncertet, ám a helyszínen lévő rendezők tanácsára később mégis folytatta azt, hogy megakadályozza a pánik kitörését. Ezt követően azonban az év összes többi fellépését lemondták.
1999-ben jelent meg Unsterblich című lemezük, amelyen már új dobos, Vom hallható, miután Wöllinek gerincbántalmai miatt ott kellett hagynia a zenekart. Wölli máig az együttes tiszteletbeli tagja, és kisebb-nagyobb időközönként rendszeresen felbukkan egy-két koncerten, hogy eldoboljon néhány dalt.

## Napjaink: 2001-től máig

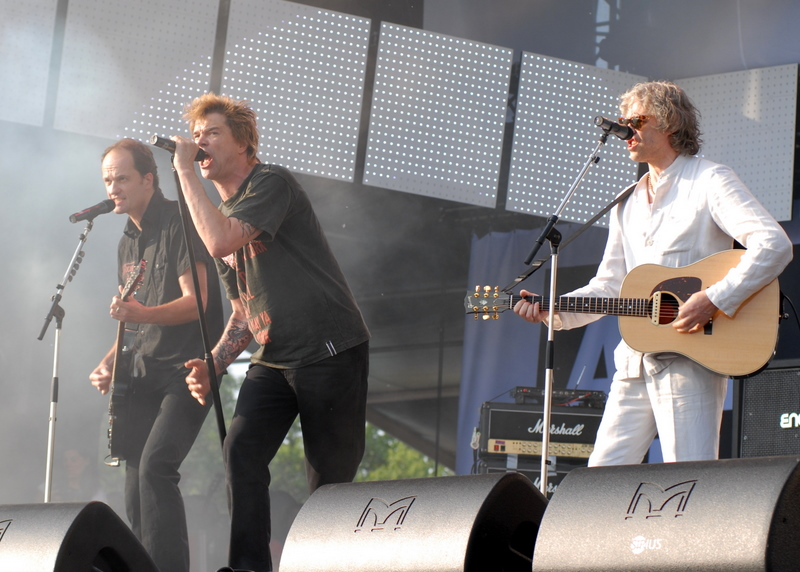
A Die Toten Hosen és Bob Geldof a Deine Stimme Gegen Armut (A hangod a szegénység ellen) koncerten a németországi Rostockban 2007. június 7-én

2002-ben jelent meg az Auswärtsspiel című album, valamint a második válogatáslemez, Reich & Sexy II – Die fetten Jahre címen. Utóbbi lemezborítóján az együttes tagjai ismét csak meztelenül láthatók, ezúttal azonban nem nyolc, hanem nyolcvan meztelen szépség társaságában.
2004-ben az MTV zenecsatorna dokumentumfilmet forgatott a zenekar mindennapjairól, és megjelent Zurück zum Glück című stúdióalbumuk.
2005. július 2-án felléptek Bob Geldof Live 8 elnevezésű fesztiválján, majd ugyanebben az évben felvettek egy unplugged (akusztikus) lemezt Nur zu Besuch: Unplugged im Wiener Burgtheater címen.
2008-ban megjelent az In aller Stille című stúdióalbum 13 új szerzeménnyel, amelyek között számos lassú szám található. Ezzel párhuzamosan Campino a megszokottól eltérően zömében filozofikus, mélyreható szövegekkel állt elő.
2012-ben jött ki a Ballast der Republik című lemezük, amely többek között a címadó számban a németországi viszonyokra, a több mint húszéves kelet- és nyugatnémet együttélésre fókuszál. A kiadvány zömében pozitív visszhangra talált a kritikusok körében. A Rolling Stone német kiadása például a legjobb stúdiólemeznek nevezte a 2002-es Auswärtsspiel óta. Mindeközben fennállásuk 30 éves jubileumát privát koncertturnéval ünnepelték, melynek egyik állomásán maroknyi (mindössze 60) magyar fanatikusnak adtak magánkoncertet Szigetszentmiklóson.

## Jelenlegi tagok
- Campino (Andreas Frege, ének)
- Andi (Andreas Meurer, basszusgitár)
- Breiti (Michael Breitkopf, gitár)
- Kuddel (Andreas von Holst, gitár)
- Vom (Stephen George Ritchie, dobok, 1999 óta)

## Korábbi tagok
- Walter November (gitár, 1982–1983)
- Trini Trimpop (Klaus-Dieter Trimpop, dobok, 1982–1985)
- Jakob Keusen (dobok, 1985–1986, †1989)
- Wölli (Wolfgang Rohde, dobok, 1986-1999, †2016)

## Albumok
- Opel-Gang – 1983
- Unter falscher Flagge – 1984
- Damenwahl – 1986
- Never mind the Hosen – Here's Die Roten Rosen – 1987 (Die Roten Rosen néven)
- Bis zum bitteren Ende – 1987
- Ein kleines bisschen Horrorschau – 1988
- Auf dem Kreuzzug ins Glück – 125 Jahre Die Toten Hosen – 1990
- Learning English, Lesson One – 1991
- Kauf MICH! – 1993
- Reich & Sexy – 1993
- Love, Peace & Money – 1994
- Opium fürs Volk – 1996
- Im Auftrag des Herrn – 1996
- Wir warten auf's Christkind – 1998 (Die Roten Rosen néven)
- Crash Landing – 1999
- Unsterblich – 1999
- Auswärtsspiel – 2002
- Reich & Sexy II – Die fetten Jahre – 2002
- Zurück zum Glück – 2004
- Nur zu Besuch: Unplugged Im Wiener Burgtheater – 2005
- In aller Stille – 2008
- Ballast der Republik - 2012
- Laune der Natur - 2017
- Alles ohne Strom - 2019